# Calathea villosa
Calathea villosa är en strimbladsväxtart som först beskrevs av Conrad Loddiges och George Don jr, och fick sitt nu gällande namn av John Lindley. Calathea villosa ingår i släktet Calathea och familjen strimbladsväxter. Inga underarter finns listade.